# Сен-Сернен-де-Ларш
Сен-Серне́н-де-Ларш (фр. Saint-Cernin-de-Larche, окс. Sent Sarnin de L'Archa) — коммуна во Франции, находится в регионе Лимузен. Департамент — Коррез. Входит в состав кантона Ларш. Округ коммуны — Брив-ла-Гайярд.
Код INSEE коммуны — 19191.
Коммуна расположена приблизительно в 430 км к югу от Парижа, в 85 км южнее Лиможа, в 33 км к юго-западу от Тюля.

## История
Во время Великой французской революции название коммуны было изменено на Л’Юньон (фр. L'Union).

## Население
Население коммуны на 2008 год составляло 576 человек.
| 1962 | 1968 | 1975 | 1982 | 1990 | 1999 | 2008 |
| ---- | ---- | ---- | ---- | ---- | ---- | ---- |
| 309  | 309  | 297  | 319  | 425  | 456  | 576  |

## Экономика
В 2007 году среди 371 человека в трудоспособном возрасте (15-64 лет) 283 были экономически активными, 88 — неактивными (показатель активности — 76,3 %, в 1999 году было 72,7 %). Из 283 активных работали 267 человек (147 мужчин и 120 женщин), безработных было 16 (5 мужчин и 11 женщин). Среди 88 неактивных 30 человек были учениками или студентами, 36 — пенсионерами, 22 были неактивными по другим причинам.

## Достопримечательности
- Менгир Лапален. Памятник истории с 1910 года[3]
- Дольмен Шассань. Памятник истории с 1988 года[4]
- Церковь Сен-Сатюрнен (XII век). Памятник истории с 1926 года[5]

## Фотогалерея
- Церковь Сен-Сатюрнен
- Река Ла-Куз
- Карта коммуны